# دانته جیاکوسا
دانته جیاکوسا (انگلیسی: Dante Giacosa; ۳ ژانویهٔ ۱۹۰۵ – ۳۱ مارس ۱۹۹۶) مهندس و طراح اهل ایتالیا بود.